# Болдырева, Евдокия Гавриловна
Болдырева Евдокия Гавриловна (30 января [12 февраля] 1916, Долгинцево, Херсонская губерния — 26 марта 2016, Киев) — советская и украинская художница-живописец. Заслуженный художник Украины (2006).

## Биография
Родилась 30 января (12 февраля) 1916 года в посёлке станции Долгинцево (ныне в черте города Кривой Рог).
В 1935 году поступила и в 1946 году окончила Киевский художественный институт (преподаватели по специальности К. Трохименко, М. Шаронов, А. Шовкуненко, А. Фомин). Член Союза художников УССР с 1946 года. С 1947 года работала художницей в Художественном фонде УССР.
Умерла в 2016 году в Киеве.

## Творческая деятельность
Работала в области станковой живописи. С 1946 года участвовала в республиканских, с 1947 года — во всесоюзных выставках. Характерным признаком живописи художницы является экспрессивный мазок, сочная яркость цветов.
Произведения хранятся в Национальном художественном музее, Национальном музее Тараса Шевченко, Киевском Государственном музее украинского искусства, Сумском художественном музее, Полтавском художественном музее, частных собраниях Украины, России, Германии, США, Японии.

### Основные произведения
- Днепр около Вышгорода (1946, дипломная работа);
- Автопортрет (1946);
- Донбасс. Завод имени Сталина (1947, Полтавский художественный музей)[1];
- Восстановление домны. Макеевка (1947, Сумской художественный музей);
- Коксохимический завод. Рутченково (1949, Музей украинского изобразительного искусства, Киев);
- Киевский вокзал (1951, Музей украинского изобразительного искусства, Киев);
- Дом в Моринцах (1952);
- Зима (1952);
- Строительство домны (1952);
- Строительство новой шахты в Донбассе (1957);
- Пейзажи Крыма (1958);
- На металлургическом заводе (1960);
- В Кобзаря доме (1961);
- Супруги Кисель (1961);
- Дорога в колхоз (1961);
- Строительство Киевской ГЭС (1963);
- Дорога к Чернечей горе (1964);
- Холодно (1966);
- Киевские каштаны (1967);
- Брат и сестра (1968);
- Семья (1968);
- Память отцов (1969);
- Родители (1971);
- Звеньевая (1971);
- Юный кроликовод (1972);
- Бульдонеж (1978);
- Седнев. Каменица (1986).

В начатой в 1968 году серии «Вдовы Великой Отечественной» женские фигуры возвышены до уровня символа.

## Награды
- Заслуженный художник Украины (3 марта 2006)[2];
- Пожизненная государственная стипендия Украины (20 ноября 2006)[3].